# Краљевина Баварска
Краљевина Баварска била је немачка држава која је постојала од 1806. до 1918. године.
Након распада Светог римског царства, баварски изборни кнез постаје Максимилијан IV Јозеф Вителбах постао је први краљ Баварске 1806. године као Максимилијан I. Монархијом ће владати краљеви из династије Вителсбах све до распада 1918. године. Границе Баварске краљевине успостављене су уговором у Паризу 1814. године у којем је Баварска Аустријској монархији уступила Тирол и Форарлберг, а примила Ашафенбург и део Хесен-Дармштат. Међу државама чланицама Царинског савеза била је друга по величини, одмах иза Пруске краљевине. Уједињењем Немачке 1871. године, Баварска је постала део Немачког царства све до распада 1918. године након Првог светског рата.